# 秘密のかけら
『秘密のかけら』（原題: Where the Truth Lies）は、2005年に制作されたカナダ・イギリス合作映画。

## ストーリー
1957年、人気コメディ・デュオ、英国スタイルのツッコミ役であるヴィンス・コリンズと、ユダヤ人のボケ役であるラニー・モリスが宿泊する予定の、ニュージャージーのホテル（パレス・デル・ソル）の一室のバスルームで、一人の女性モーリーン・オフラハティが亡くなっているのが発見される。モーリーンは二人がマイアミで知り合った大学生で、ジャーナリストを志望している人間だった。死体発見時にはヴィンスとラニーの両方にアリバイがあり、結局、女性は自殺ということになるが、この事件がきっかけで二人はデュオを解消したと思われていた。
15年後、若きジャーナリストのカレン・オコナーは、少女時代ポリオ撲滅キャンペーンのチャリティでこの二人に出会ったことがあり、この未解決事件の裏に何があるのかを探ろうと、ヴィンスとラニーの二人に近づく。ラニーは彼女に嘘の入り混じった自堕落な自伝を送り、ヴィンスは彼女に薬物を飲ませ淫らな写真を撮って脅迫のネタにするが、シャンパンと睡眠薬を飲んでマイアミのホテル（ヴェルサイユ）で自殺する。
真実は、ラニーの記述によると、モーリーンはヴィンス及びラニーと性交後それをネタに脅迫し、ヴィンスが殺し、二人で死体を生きたロブスターと一緒に氷の箱に詰めてニュージャージーに送った、というものだった。三人の性交の最中にヴィンスはラニーとの性交を試み、ホモ・セクシュアル的な関係を拒んだラニーはヴィンスとのコンビを解消する。しかしモリスの秘書のルーベンと、モーリーンが残したその時の録音テープが、彼らを裏で操っていたのはルーベンであったことを明らかにする。

## キャスト
※括弧内は日本語吹替
- カレン・オコナー - アリソン・ローマン（三ッ木勇気）
- ラニー・モリス - ケヴィン・ベーコン（山路和弘）
- ヴィンス・コリンズ - コリン・ファース（土師孝也）
- ボニー・トラウト - ソニヤ・ベネット（加納千秋）
- モーリーン・オフラハティ - レイチェル・ブランチャード
- ルーベン - デヴィッド・ヘイマン
- サリー・サンマルコ - モーリー・チェイキン
- パブリシスト - キャスリン・ウィンスロー
- アリス - クリスティン・アダムス
- オフラハティ夫人 - デボラ・グローヴァー
- ジャック・スキャグリア - ボー・スター